# 紐約嫻情
《紐約嫻情》是香港女歌手陳慧嫻於1993年拍攝的音樂特輯，監製金廣誠，編導盧冰心，香港時間1993年10月10日(星期日)晚上8時至9時05分於香港無綫電視翡翠台首播。
這個節目是為了讓歌迷認識並了解當年正值如日中天卻遠赴美國讀書的陳慧嫻在美國紐約的點滴。節目形式為邊播放陳慧嫻的多首經典歌曲，並拍攝她在紐約多處地方留下的倩影。然後在每首歌曲播放完結後，有慧嫻的自白，剖析她在美國獨自生活的一點一滴。

## 節目內容

《紐約嫻情 》截圖，陳慧嫻正剖白

節目合共播放11首陳慧嫻的歌曲，按出場序排列:
- 《千千闋歌》
- 《傻女》
- 《花店》
- 《Joe le Taxi》
- 《飄雪》
- 《碎花》
- 《人生何處不相逢》
- 《Jealousy》
- 《胡思亂想》
- 《紅茶館》
- 《幾時再見?!》

陳慧嫻在節目介紹她在美國的公寓、同學以及交通等生活背景，首先解釋留學讀書的原因。由於其父母希望陳慧嫻除了唱歌外有其他技能，例如做生意，所以要求她完成大學學業，令自己不再當歌手亦能有謀生技能。又提到其前男友歐丁玉曾在她早期陪伴她讀書。其後由於區娶了另一女子，令陳慧嫻對於感情生活有很大的感觸，不斷強調要珍惜眼前人，又指感情生活難以估計，因此會嘗試適應獨自生活。另指出之後重返樂壇將以不同心態迎接，順其自然。

## 外部連結
- 紐約嫻情 1993 （页面存档备份，存于）
- 嫻情絮語之紐約嫻情

## 電視節目的變遷
| 香港無綫電視翡翠台 星期日 20:00-21:05 時段       | 香港無綫電視翡翠台 星期日 20:00-21:05 時段 | 香港無綫電視翡翠台 星期日 20:00-21:05 時段 |
| ------------------------------------------------ | ------------------------------------------ | ------------------------------------------ |
|                                                  | 陳慧嫻音樂特輯之紐約嫻情 (1993.10.10)      |                                            |
| 週日皇牌影院：嘩！英雄 (1993.10.03)(20:00-22:05) | 減災扶貧閉幕匯演 (1993.10.17)(20:00-22:05) |                                            |